# Preyssac-d'Excideuil
Preyssac-d'Excideuil är en kommun i departementet Dordogne i regionen Nouvelle-Aquitaine i sydvästra Frankrike. Kommunen ligger i kantonen Excideuil som tillhör arrondissementet Périgueux. År 2022 hade Preyssac-d'Excideuil 147 invånare.

## Befolkningsutveckling
Antalet invånare i kommunen Preyssac-d'Excideuil
Referens:INSEE